# جیم بیرنز (هنرپیشه)
جیم بیرنز (انگلیسی: Jim Byrnes؛ زادهٔ ۲۲ سپتامبر ۱۹۴۸) بازیگر اهل ایالات متحده آمریکا است.